# بيكالوتاميد
بيكالوتاميد (بالإنجليزية: Bicalutamide)‏ يسوق من قبل شركة استرا زينيكا تحت اسم العلامة التجارية كاسوديكس من بين أمور أخرى، هو دواء ينتمي لفئة مضادات الأندروجين الذي يستخدم في المقام الأول لعلاج سرطان البروستاتا. وعادة ما يستخدم جنبا إلى جنب مع الهرمون النظير المطلق لمواجهة الغدد التناسلية (بالإنجليزية: Gonadotropin-releasing hormone analogue)‏، كما يمكن استخدام البيكالوتاميد لعلاج نمو الشعر المفرط لدى النساء كعنصر من عناصر تأنيث الهرمونات للنساء خاصة المتحولات جنسيا. حساسية للضوء، وكذلك لعلاج سن البلوغ المبكر، ولمنع الانتصاب طويل الأمد بشكل مفرط عند الرجال. يؤخذ عن طريق الفم. أنتج لأول مرة في عام 1995، ويتم تسويقه، ويتوفر أيضا بالاسم التجاري ”كاسوديكس Casodex”. يتوفر الدواء على شكل أقراص، تعطى جرعة للبالغين بمقدار 50 ملغ عن طريق الفم مرة واحدة في اليوم، ويجب أن يراعى تناول الدواء في نفس الموعد يومياً.

## آلية العمل
البيكالوتاميد هو مضاد للاندروجين بحيث يثبط عملها في الغدة الكظرية التي تعمل على تحفيز نمو أنسجة البروستاتا الخبيثة، وبالتالي يعمل على تقليل نمو الخلايا السرطانية للبروستاتا وذلك بتقليل نسبة هرمون التيستوستيرون في الدم كما أنه يثبط ارتباط التيستوستيرون بمستقبلات الاندروجين على الخلايا السرطانية وبالتالي يخفض من حجم الخلية السرطانية.

## التأثيرات الجانبية
الأثر الجانبي لبيكالوتاميد يعتمد اعتمادا كبيرا على الجنس؛ أي ما إذا كان الشخص ذكرا أم أنثى. ففي الرجال، بسبب النقص في الاندروجين، قد تحدث مجموعة متنوعة من الآثار الجانبية لشدة متفاوتة خلال العلاج بالبيكالوتاميد، مثل آلام الثدي / التثدي أو التوسع في الثدي (بالإنجليزية: breast development/enlargement)‏ كونها الأكثر شيوعا.، الإسهال، الغثيان أو القيء، سخونة، حكة، جفاف الجلد، برودة جنسية.
– قد تحدث بعض الآثار النادرة المصاحبة للدواء مثل، تغير في لون الجلد، آلام في الصدر، تغيرات في نسبة الدم في الجسم، خلل في إنزيمات الكبد، النبض السريع.

## معرض صور

## وصلات إضافية
- Casodex® (bicalutamide) Tablets – U.S. Food and Drug Administration
- Bicalutamide – LiverTox – U.S. National Library of Medicine
- Bicalutamide – AdisInsight